# Hayer Meserem
Hayer Meserem –en árabe, هاجر مسرم– (nacida el 23 de agosto de 1996) es una deportista argelina que compite en judo. Ganó una medalla en los Juegos Panafricanos de 2019, y dos medallas en el Campeonato Africano de Judo en los años 2018 y 2019.

## Palmarés internacional
| Juegos Panafricanos | Juegos Panafricanos         | Juegos Panafricanos | Juegos Panafricanos |
| Año                 | Lugar                       | Medalla             | Categoría           |
| ------------------- | --------------------------- | ------------------- | ------------------- |
| 2019                | Rabat (Marruecos)           | Medalla de bronce   | –48 kg              |
| Campeonato Africano |                             |                     |                     |
| Año                 | Lugar                       | Medalla             | Categoría           |
| 2018                | Túnez (Túnez)               | Medalla de bronce   | –48 kg              |
| 2019                | Ciudad del Cabo (Sudáfrica) | Medalla de plata    | –48 kg              |